# Иказнь (озеро)
Ика́знь (бел. Іка́знь) — озеро в Браславском районе Витебской области Беларуси, в бассейне реки Друйка, за 14 км на восток от города Браслава. Находится на северо-западе группы Обстерновских озёр.
Котловина озера вытянута с запада на восток. Склоны котловины суглинистые, высотой 12—15 м, на юго-востоке поросли лесом. Береговая линия извилистая, создаёт большое количество заливов и мысов. Глубины до 2-х метров занимают около 30 % площади. Берега низкие (0,3—0,5 м). Мелководье песчаное и песчано-галечное, глубже дно выстлано кремнеземистым сапропелем.
На озере — два острова общей площадью 1,2 га. На одном из них — острове Замок, существовал Иказненский замок.
Озеро эутрофное, слабопроточное. Зарастает слабо. Ширина полосы надводной растительности до 10 м, местами отсутствует. На северо-западе вытекает река Усвица, соединяющую Иказнь с озером Дривяты. Впадают мелиорационные каналы.
Рядом с озером населённые пункты Иказнь, Колесники, Самуйлы.